# Remels

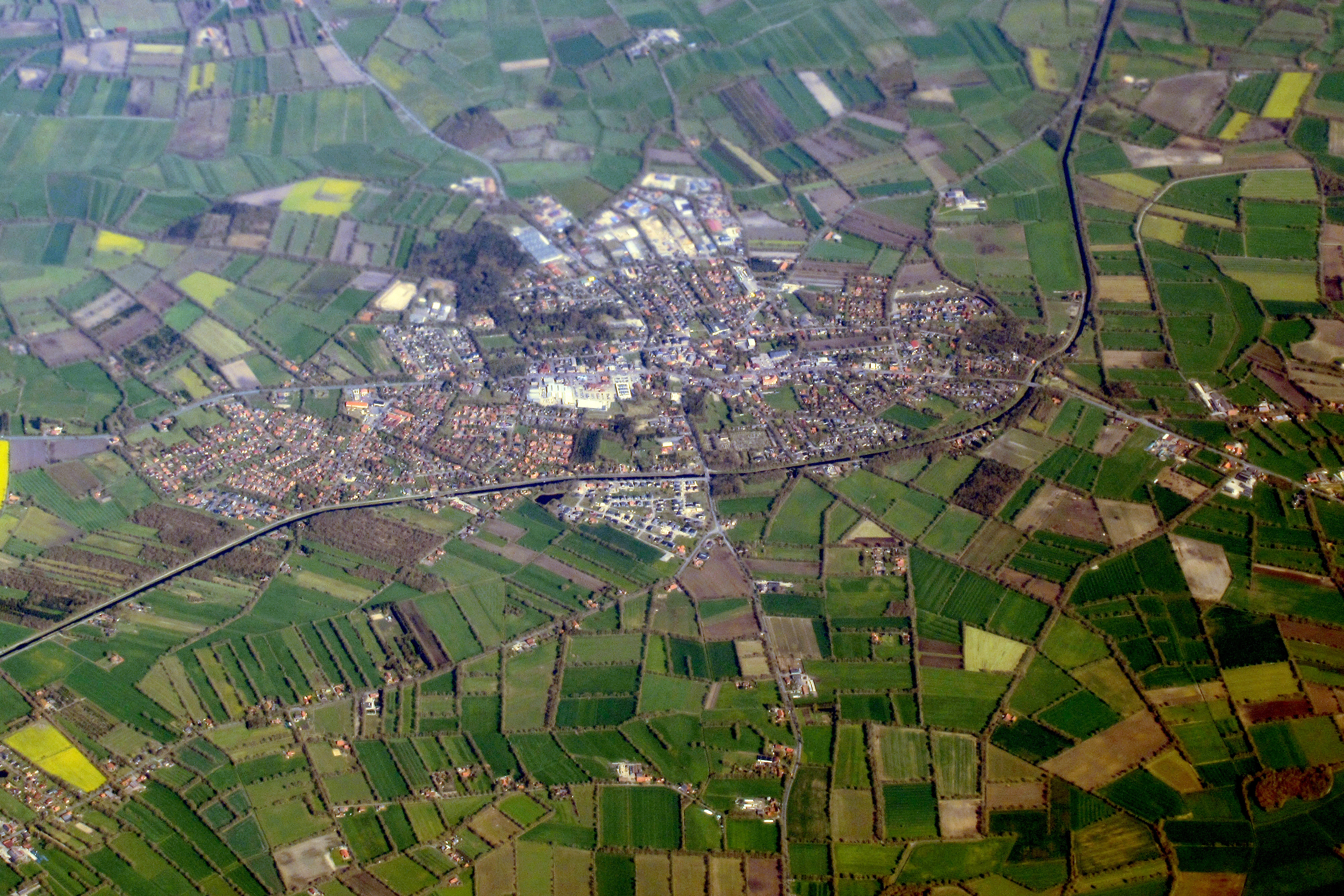
Remels

Remels is een dorp in de Duitse deelstaat Nedersaksen. Het inwonertal van het dorp schommelt al sedert circa 2000 rond de 3.500. Het is sedert 1973 de hoofdplaats van de gemeente Uplengen in de Landkreis Leer. Remels ligt aan een provinciale weg naar Apen, die 5 km ten zuiden van het dorp afrit 4 kruist van de Autobahn A28, tussen de stad Leer en Westerstede.
Het langgerekte dorp, dat in de middeleeuwen ontstond rondom de Sint-Martinuskerk, heeft zijn kern langs een oost-west lopende weg door een op de Nederlandse provincie Drenthe lijkend, grotendeels voor de landbouw ontgonnen, veenlandschap. Oostwaarts hierlangs liggen de kleine dorpen Bühren en Großsander; westwaarts ligt Selverde. Midden in het dorp, dicht bij de kerk en de molen, begint een weg van 13 km lengte noordwaarts, grotendeels aan de westkant van een veenkanaal. Deze weg komt uit te Wiesmoor.
Met name ten noorden en noordoosten van het dorp zijn enige stukken hoogveen tot natuurreservaat verklaard. Daar zijn ook natuurherstelprojecten in uitvoering.

## Afbeeldingen

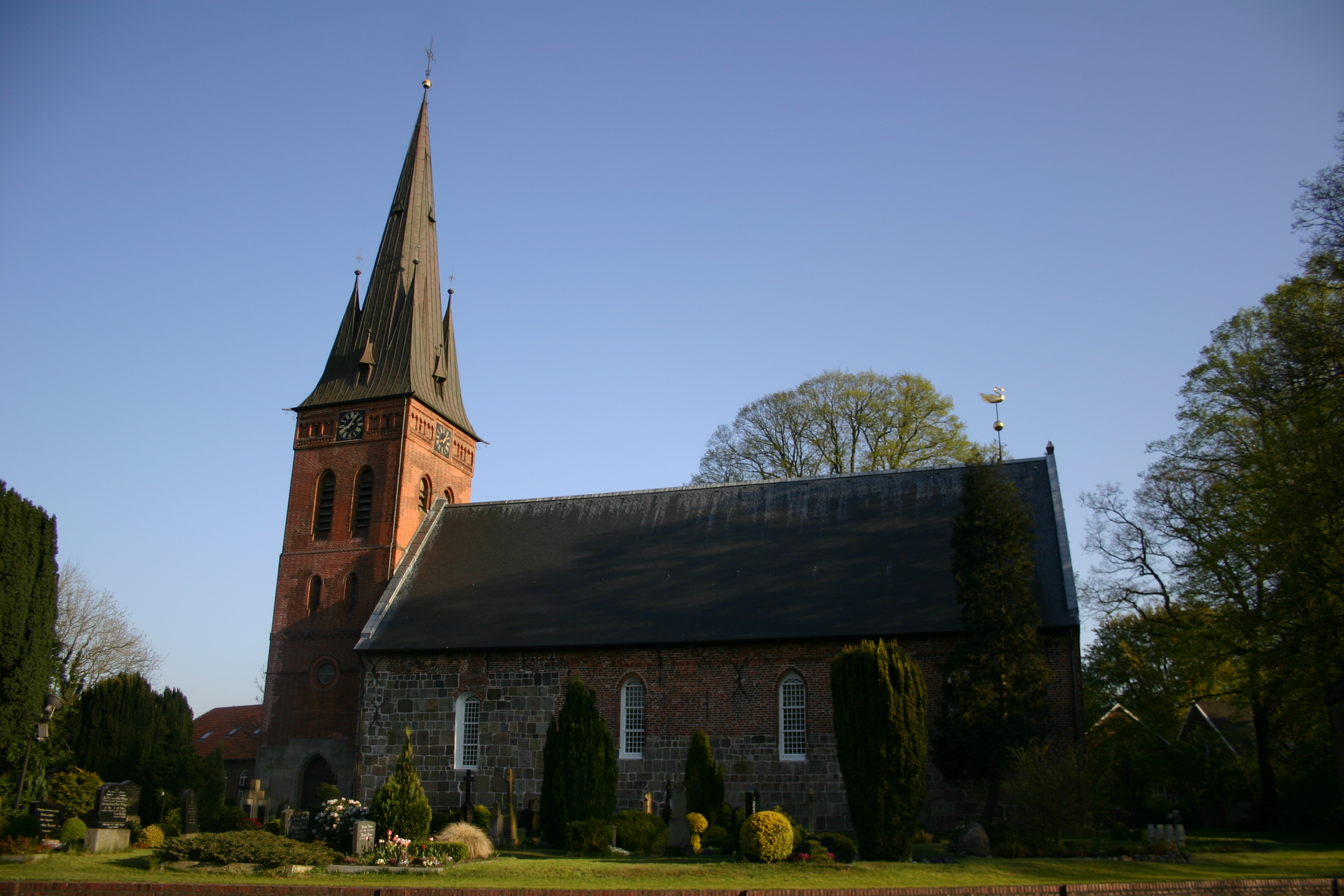
St. Martinuskerk
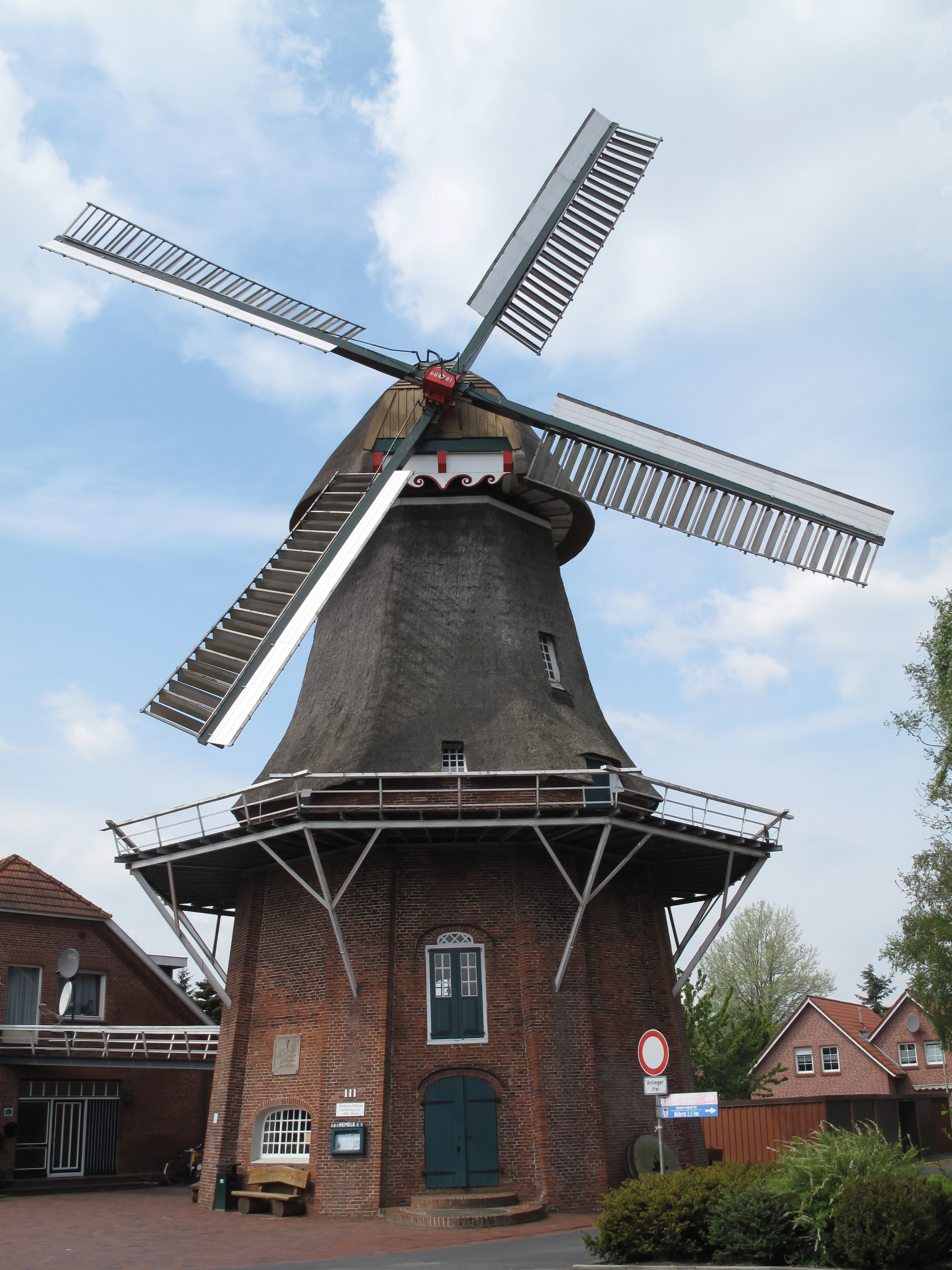
De molen van Remels

## Bezienswaardigheden
- De Sint-Martinuskerk van Remels
- Beperkte mogelijkheden tot wandelexcursies in de hoogveenreservaten; daarin komen veel kraanvogels en andere zeldzame vogels voor.

- Virtual International Authority File: 247869017